# Szunda

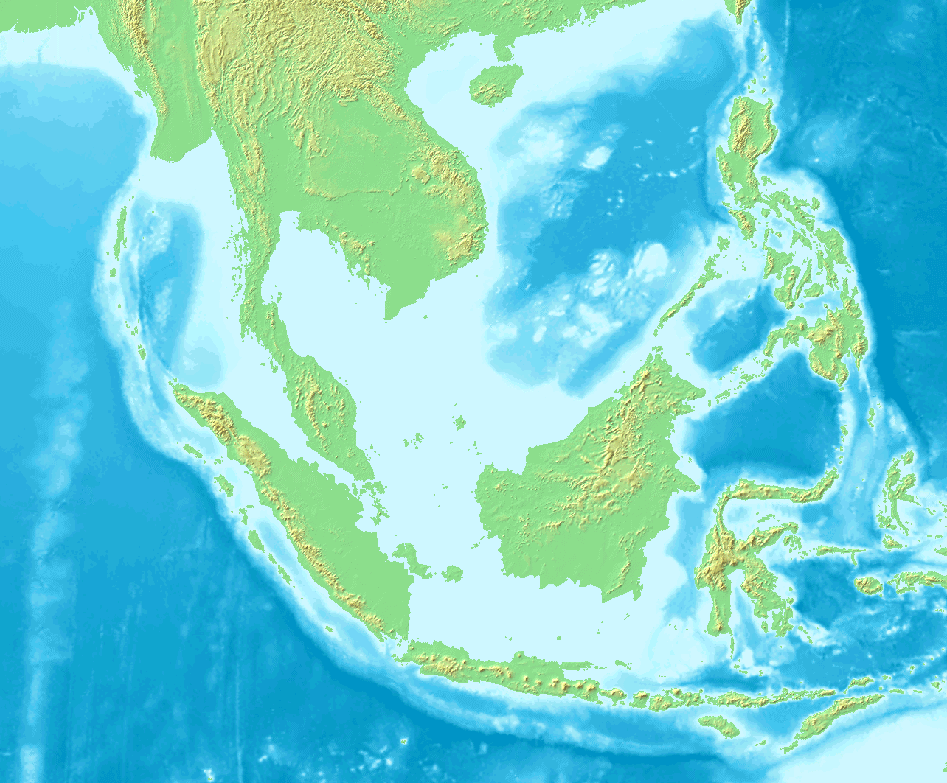
Az egykori Szunda-föld hozzávetőleges területe nagyjából megegyezik a képen világoskék színnel jelölt kontinentális self kiterjedésével.

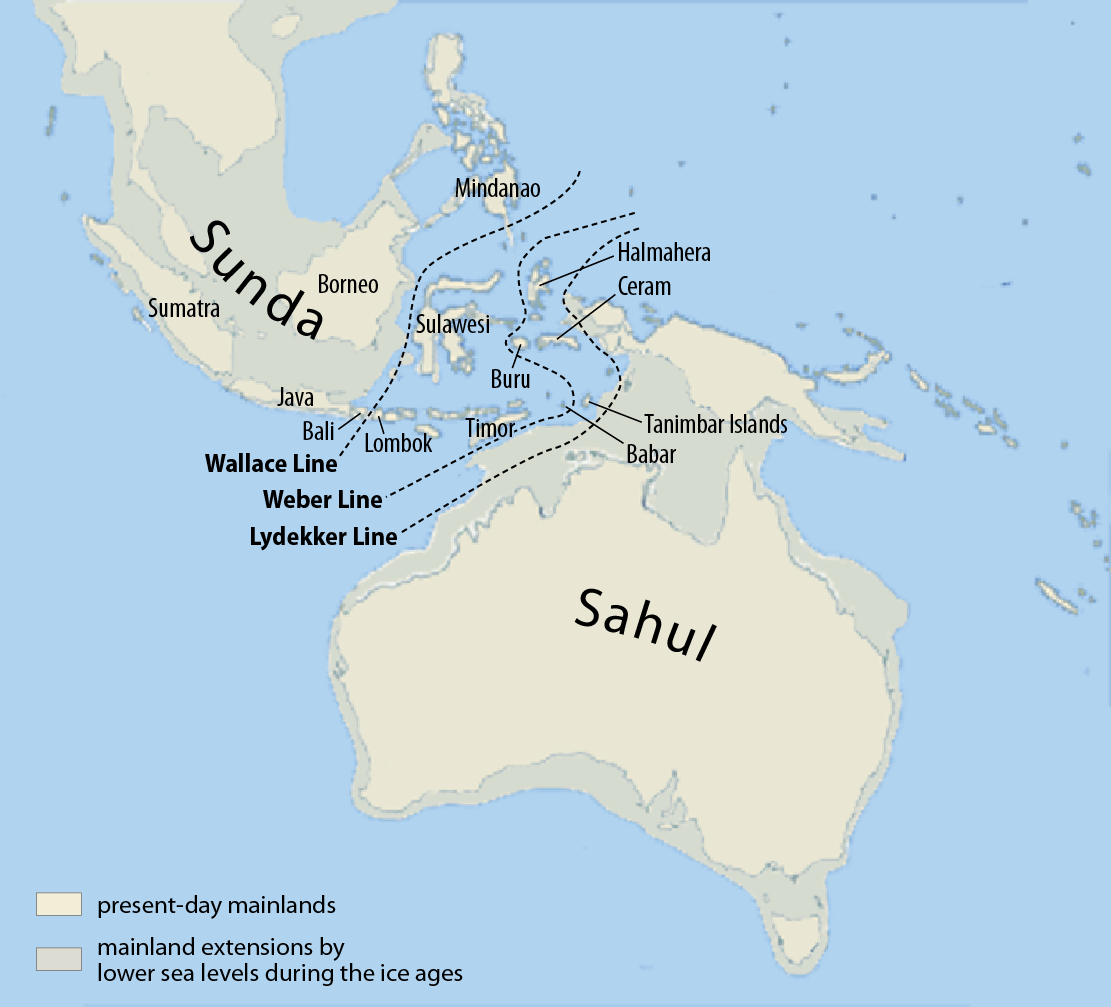
Szahul és Szunda térképe.

Szunda, vagy Szunda-föld, egy egykor kiterjedt, összefüggő szárazföld, amely a mai Jáva, Borneó, Szumátra és más kisebb szigetek, valamint Délkelet-Ázsia, a Maláj- és Indokínai-félsziget, területeiből állt (főleg a pleisztocén jégkorszak idején). Az ezeket összekötő kontinentális talapzatot Szunda-selfnek nevezik.
Az egykori Szunda-föld állatvilága megegyezett a délkelet-ázsiai szárazföld állatvilágával. Kisebb mértékű változások akkor jelentkeztek, amikor a Szunda-föld a tengerek szintjének emelkedésével (az interglaciálisok alatt) szigetvilággá alakult: ennek során sok faj elszigetelődött a szárazföldi populációktól és így helyi változatok alakultak ki, mint például a kihalás szélén álló törpenövésű jávai és szumátrai orrszarvú, vagy Komodó szigetén élő hatalmas komodói varánusz.
A Szunda-föld állatvilága élesen különbözik a közeli Új-Guinea (és Ausztrália) állatvilágától, mivel az utóbbi terület az egykori Szahul-földhöz tartozott és ennek megfelelően állatvilága az ausztráliaihoz hasonló (erszényesekkel és tojásrakó emlősökkel). Ezt a tényt Alfred Russel Wallace brit természettudós vette észre először a 19. században és a két „világot” elválasztó határt róla Wallace-vonalnak nevezték el.
A Szunda-földön már megjelent a Homo erectus (jávai előember) is, és feltehetően egyik populációjából fejlődött ki a Flores szigetén egykor (a pleisztocén végén) élt törpenövésű hominida, a köznyelvben csak hobbitnak nevezett Homo floresiensis.
A területre a modern ember kb. 50 000 évvel ezelőtt ezelőtt juthatott el. A vidék mai lakói nem az ők közvetlen leszármazottjai, mivel a mai népesség Délkelet-Kínából származik egy néhány ezer évvel ezelőtti bevándorlás eredményeképpen. Ez az oka annak, hogy a mai, mongoloid nagyrasszhoz tartozó lakosok külseje élesen elüt a szomszédos Új-Guinea szigetén élő pápuák kinézetétől, akik az ausztralid rasszhoz tartoznak.